# Petar Đurković
Petar Đurković (en serbe en écriture cyrillique : Петар Ђурковић, aussi transcrit Petar Djurkovic), né en 1908 et mort en 1981, est un astronome yougoslave/serbe connu pour avoir découvert deux astéroïdes. Il découvre d'abord (1605) Milankovitch, en 1936, nommé d'après le scientifique serbe Milutin Milanković, puis (1700) Zvezdara en 1940, nommé d'après Zvezdara, la colline de Belgrade où se trouve l'Observatoire astronomique de Belgrade,. 
L'astéroïde (1555) Dejan, découvert par Fernand Rigaux, a pour nom le prénom du fils de Đurković. 
| (1605) Milankovitch | 13 avril 1936 |
| (1700) Zvezdara     | 26 août 1940  |